# Torre Ejecutiva Pemex
Torre Ejecutiva Pemex (Tòa tháp điều hành Pemex) là một tòa nhà chọc trời tại Thành phố México, thủ đô México. Tòa nhà ban đầu được thiết kế là một tháp đôi cao 26 tầng, nhưng sau đó được chuyển đổi thành một tháp cao 52 tầng, chiều cao 211 m đến nóc, tính cả ăng ten thì cao 214 mét. Từ khi khánh thành, tòa nhà này là trụ sở của Tập đoàn dầu khí nhà nước Pemex, một trong những công ty dầu khí lớn nhất ở châu Mỹ Latinh.
Vào ngày 19 tháng 9 năm 1985, tòa tháp đã có thể chịu được trận động đất 8,1 độ Richter ở Thành phố México. Nó được cho là một trong những tòa nhà chọc trời mạnh nhất trên thế giới, có thể, cùng với World Trade Center México (trước đây là Hotel de México) và Torre Latinoamericana, chịu được động đất cường độ 8 + Richter.
Tháp đã trở thành tòa nhà chọc trời cao nhất ở México và một trong 100 nhà chọc trời cao nhất thế giới. Tòa tháp đã vượt qua khách sạn Hotel de México là tòa nhà cao nhất ở México vào năm 1983, và vẫn là cao nhất trong gần 20 năm, cho đến năm 2003, khi tòa tháp 55 tầng Torre Mayor cách đó nửa dặm Anh đã qua mặt.
Torre Mayor đã bị vượt qua bởi Torre Reforma, sẽ trở thành tòa tháp cao nhất ở Thành phố México. Hiện nay, Pemex Torre là tòa nhà cao thứ thứ ba ở México, và cao thứ hai ở Thành phố México.
Ngày 31 tháng 1 năm 2013, một vụ nổ lớn tại trụ sở tập đoàn dầu khí quốc gia Petroleos Mexicanos làm ít nhất 25 người chết và khoảng 100 người khác bị thương.